# Andy Foliot
Andy Foliot (né le 7 juillet 1985 à Cluses) est un joueur professionnel français de hockey sur glace devenu entraîneur. Il est originaire de Saint-Pierre-et-Miquelon.

## Carrière de joueur
Il commence sa carrière en 2005 avec les Brûleurs de loups de Grenoble en Ligue Magnus. La saison suivante, il rejoint Chamonix où il s'impose en tant que titulaire. En 2008, il part vers un nouveau challenge chez les Diables Rouges de Briançon. Il retrouve ainsi un autre joueur Saint-Pierrais, le défenseur Gary Lévêque. Il est la doublure de Tommi Satosaari. L'équipe est battue en huitième de finale de la Coupe de France chez les Ducs de Dijon 3-1. Elle s'incline en finale de Coupe de la Ligue contre les Brûleurs de loups de Grenoble 4-3 après prolongation. Les briançonnais, premiers de la saison régulière, sont défaits trois victoires à une en finale de la Ligue Magnus contre cette même équipe. Les grenoblois réalisent le quadruplé avec en plus le match des champions et la Coupe de France. Il rebondit ensuite à Dijon.

## Équipes successives
- Grenoble (Ligue Magnus) 2005-2006
- Chamonix (Ligue Magnus) 2006-2008
- Briançon (Ligue Magnus) 2008-2009
- Dijon (Ligue Magnus) (2009-présent)

## Carrière internationale
Il a représenté l'équipe de France de hockey sur glace en sélection jeune et A'.

### Statistiques
| Saison | Équipe               | Événement |    | Saison régulière | Saison régulière | Saison régulière | Saison régulière | Saison régulière |
| Saison | Équipe               | Événement | PJ | A                | MOY              | %ARR             | PUN              |                  |
| ------ | -------------------- | --------- | -- | ---------------- | ---------------- | ---------------- | ---------------- | ---------------- |
| 2005   | Équipe de France Jr. | CM Jr. D1 | 4  | 0                | 4.36             | .837             | 0                |                  |

## Trophées et honneurs personnels
Ligue Magnus
- 2007-2008: Sélectionné dans l'équipe des meilleurs français pour le Match des étoiles.

## Parenté dans le sport
Il est le fils du joueur de hockey sur glace Patrick Foliot.